# 머나먼 사랑
《머나먼 사랑》(Beyond Borders)은 미국에서 제작된 마틴 캠벨 감독의 2003년 드라마, 멜로/로맨스, 전쟁 영화이다. 안젤리나 졸리 등이 주연으로 출연하였고 오리지널 음악은 제임스 호너가 작곡하였으며 댄 할스테드 등이 제작에 참여하였다.

## 출연

### 주연
- 안젤리나 졸리
- 클라이브 오웬

### 조연
- 테리 폴로
- 라이너스 로체
- 요릭 밴 와게닌젠
- 노아 엠머리히

## 기타
- 공동제작: 존 D. 스코필드
- 협력프로듀서: 에이미 레스코
- 미술: 울프 크로에거
- 특수효과: 켄트 휴스턴
- 의상: 노마 모리소
- 배역: 팜 딕슨